# Грэйвс, Дикси
Ди́кси Бибб Грэйвс (англ. Dixie Bibb Graves; 26 июля 1882, Монтгомери, Алабама, США — 21 января 1965, Монтгомери, Алабама, США) — американский политик, сенатор США от Алабамы с 20 августа 1937 года по 10 января 1938-го. Была первой леди Алабамы с 1927 по 1931 и с 1935 по 1939 годы. 

## Биография

### Ранние годы
Детство Дикси Бибб и её четырёх сестёр прошло в Монтгомери. Когда ей исполнилось восемнадцать, она вышла замуж за Дэвида Бибба Грэйвса, который стал губернатором Алабамы в 1927 году.   
Грэйвс называла себя «пожизненным демократом», была участником Алабамской ассоциации за равные избирательные права (англ. Alabama Equal Suffrage Association). Она лоббировала законодательные органы своего штата, пытаясь добиться женского права голоса.  

### Cенатор США
В августе 1937 года президент Франклин Делано Рузвельт назначил сенатора от Алабамы Хьюго Блэка верховным судьёй. После ухода Блэка из Сената, губернатор Дэвид Грэйвс был уполномочен назначать временного сенатора до проведения выборов. На пост сенатора он назначил свою жену Дикси, посчитав её лучшим союзником, и тем самым, сделав её первой женщиной-сенатором от Алабамы. 
В качестве сенатора, Дикси Грэйвс уделяла внимание вопросам здравоохранения и образования. В течение пяти месяцев пребывания в должности, она работала в комитете по жалобам, комитете по образованию и труду, комитете по шахтам и горному делу.

### Вторая мировая война
Во время Второй мировой войны она завербовалась в Женский армейский корпус, работала в Красном Кресте и Объединённых организациях обслуживания. Грэйвс была командиром одного из отрядов Женского армейского корпуса. 

### Смерть
Грэйвс умерла 21 января 1965 года в Монтгомери, Алабама. В 1972 году её имя было внесено в Зал славы женщин Алабамы.